# Absaročtina
Absaročtina (absarocky Apsáalooke, anglicky Absaroka nebo Crow) je domorodý severoamerický jazyk, který je členem skupiny sújských jazyků údolí Missouri patřící do sújsko-katóbské jazykové rodiny. Roku 1990 hovořilo absarocky 4 280 Vraních Indiánů žijících v rezervaci Crow, jež leží v jižní části amerického státu Montana.

## Historie
Absaročtina se oddělila od hidatštiny v dnešní Severní Dakotě přibližně mezi lety 1400 a 1500 podle kulturních antropologů nebo mezi lety 900 a 1000 podle antropologů lingvistických.

## Příklady

### Číslovky
| Absarocky | Česky |
| hawáte    | jeden |
| dúupe     | dva   |
| dáawiia   | tři   |
| shoopé    | čtyři |
| chiaxxó   | pět   |
| akaawe    | šest  |
| sahpua    | sedm  |
| duupahpe  | osm   |
| hawatahpe | devět |
| pilake    | deset |

## Užitečné fráze
| Absarocky              | Česky                   |
| Eh                     | Ano                     |
| Baaleetaa              | Ne                      |
| Eh, itchik!            | Ano, dobře!             |
| Kalachiichiisshichih   | Zkus to znovu           |
| Balishiik              | Jsem hladový            |
| Balishisaak            | Nejsem hladový          |
| Diiawachisshik         | Miluju tě               |
| Biiwakachik            | Jsem žíznivý            |
| Biiwakachisaak         | Nejsem žíznivý          |
| Biichicheessaak        | Jsem osamělý            |
| Diixabiiwaak           | Chybíš mi               |
| Koocheessah            | Nedělej to              |
| Diikuukuh!             | Poslouchej!             |
| Biaaxpakdaa            | Pojď se mnou            |
| Diiitaachik!           | Vypadáš pěkně!          |
| Baateiishawih          | Mytí nádobí             |
| Baalaxuaseeisshiwih    | Vyper si oblečení       |
| Eekshishiiak           | To je špinavé           |
| Baalassitchik          | Jsem šťastný            |
| Baalaasse iilushishiik | Moje srdce jsou zlomené |
| Itchik diiawakaam      | Rád tě vidím            |
| Hinne baape itchik     | Je to dobrý den         |
| Ashkuluuhawate         | Tábor (jedna kapela)    |
| Ashaliishia            | Tábor                   |
| Ashkootaa              | Kmen (jako celek)       |